# Megalopta cuprea
Megalopta cuprea là một loài Hymenoptera trong họ Halictidae. Loài này được Friese mô tả khoa học năm 1911.